# Dom przy Rynku 12 w Radkowie
Dom przy Rynku 12 w Radkowie – zabytkowy dom w mieście Radków.
Barokowa kamienica wybudowana w latach 30-40. XVIII w. Pierwsza i druga kondygnacja zachowały styl barokowy, natomiast trzecia i czwarta styl klasycystyczny. Od frontu arkadowy portal ograniczony po bokach pilarstrami zakończonymi pseudogłowicami korynckimi. Centralnie nad otworem wejściowym kartusz zawierający dekorację wstęgową ozdobioną koroną. Na trzecim piętrze w niszy dwumetrowa figura św. Archanioła Michała.  

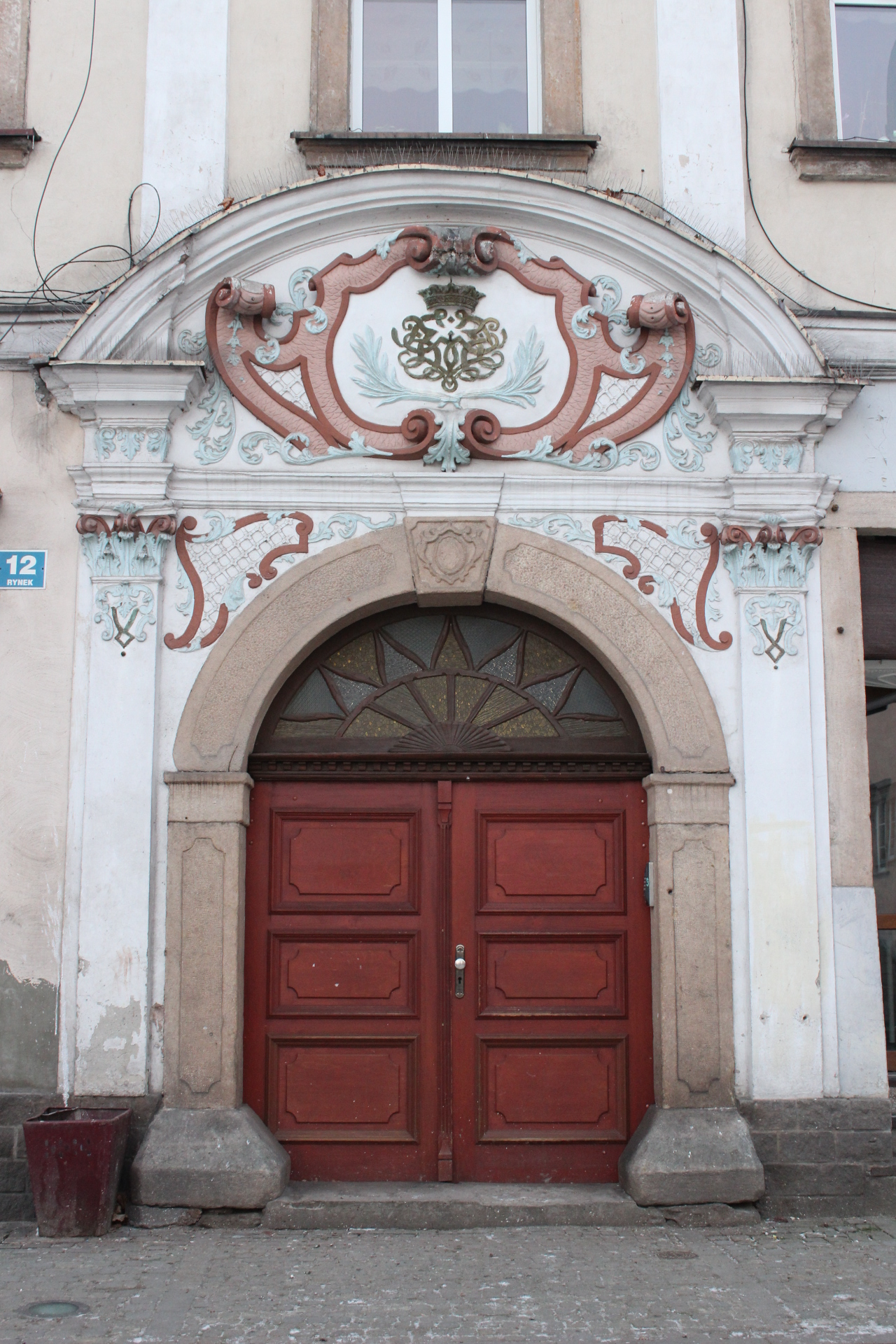
Portal